# Конфигурация Мёбиуса

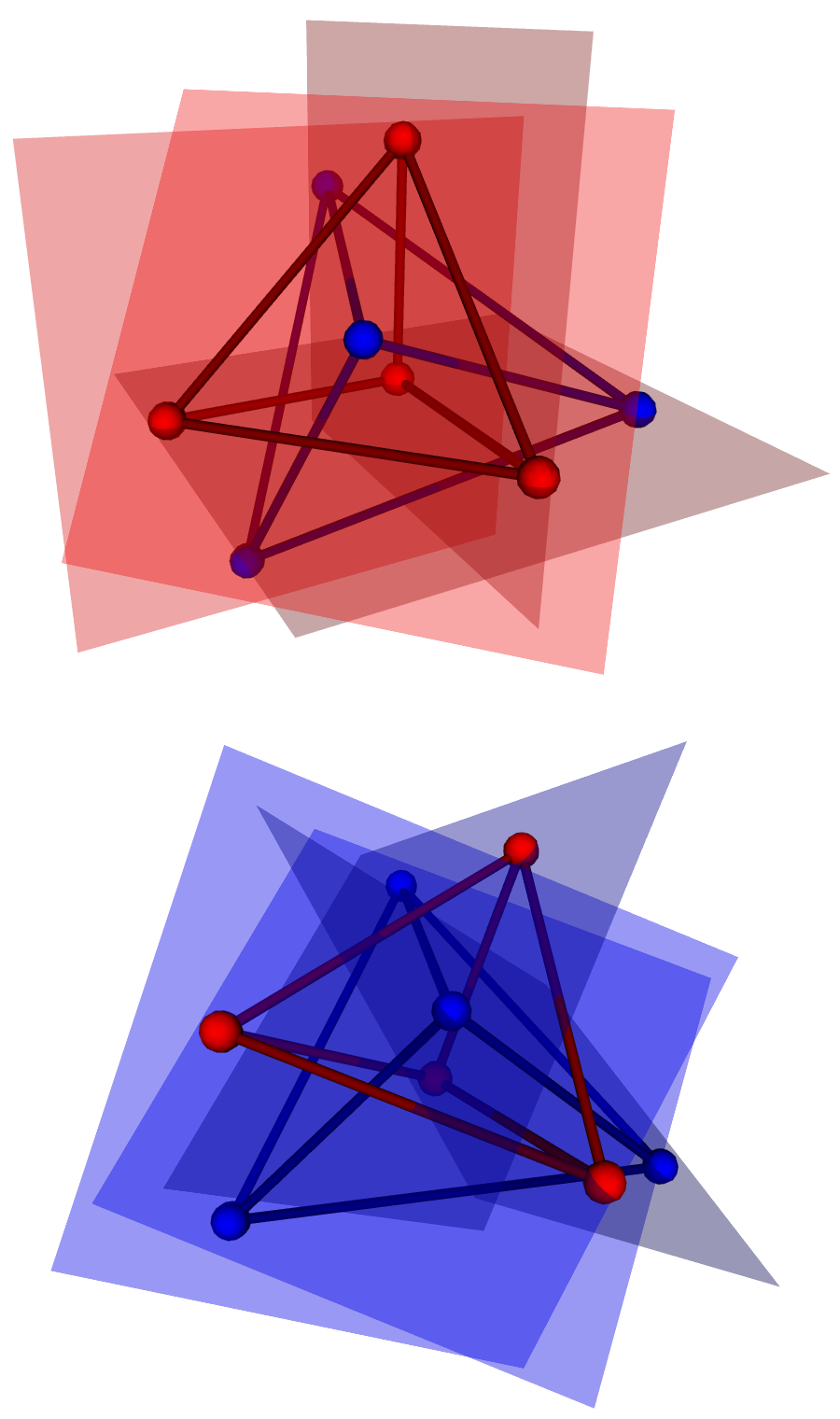
Пример конфигурации. Плоскости граней красного тетраэдра показаны на верхнем рисунке. Плоскости граней синего тетраэдра показаны на нижнем.
Координаты вершин красного тетраэдра: and. Координаты вершин синего тетраэдра — and where and.

Конфигурацией Мёбиуса или тетраэдрами Мёбиуса называется конфигурация в евклидовом пространстве или проективном пространстве, состоящая из двух взаимно вписанных тетраэдров — каждая вершина одного тетраэдра лежит на плоскости, проходящей через грань другого тетраэдра и наоборот. Таким образом, в результирующей системе восьми точек и восьми плоскостей каждая точка лежит на четырёх плоскостях (три плоскости определяют вершину тетраэдра, а четвёртая плоскость — это плоскость, проходящая через грань второго тетраэдра, на которой вершина лежит), и каждая плоскость содержит четыре точки (три вершины грани тетраэдра и вершина другого тетраэдра, лежащая на той же плоскости).

## Теорема Мёбиуса
Конфигурация названа в честь Августа Фердинанда Мёбиуса, который доказал в 1828, что если два тетраэдра имеют свойство, что семь их вершин лежат на соответствующих плоскостях граней другого тетраэдра, то восьмая вершина также лежит на плоскости соответствующей грани, образуя конфигурацию Мёбиуса. Эта теорема об инциденциях верна и в более общем трёхмерном проективном пространстве в том и только в том случае, когда в этом пространстве выполняется теорема Паппа (Рейдемейстер, Шёнхард), и выполняется в трёхмерном пространстве, построенном на теле, в том и только в том случае, если выполняется коммутативный закон, и поэтому группа должна быть полем (Al-Dhahir). Ввиду проективной двойственности результат Мёбиуса эквивалентен утверждению, что если семь из восьми плоскостей двух тетраэдров, проходящих через грани, содержат соответствующие вершины другого тетраэдра, то плоскость восьмой грани тоже содержит другую вершину.

## Построение
Коксетер (Coxeter 1950) описал простое построение конфигурации. Начнём с произвольной точки p евклидового пространства. Пусть A, B, C и D — четыре плоскости, проходящие через p, никакие три из которых не пересекающиеся по одной прямой. Разместим шесть точек q, r, s, t, u и v на шести прямых, образованных попарным пересечением этих плоскостей таким образом, что никакие четыре точки не лежат на одной плоскости. Для любой плоскости A, B, C и D четыре из семи точек p, q, r, s, t, u и v лежат на этой плоскости и три лежат вне неё. Построим плоскости A’, B’, C’ и D’ через тройки точек, лежащих вне плоскостей A, B, C и D соответственно. Тогда по двойственной форме теоремы Мёбиуса эти четыре новые плоскости пересекутся в одной точке w. Восемь точек p, q, r, s, t, u, v и w и восемь плоскостей A, B, C, D, A’, B’, C’ и D’ образуют конфигурацию Мёбиуса.

## Похожие конструкции
Гилберт и Кон-Воссен (Hilbert, Cohn-Vossen 1952) утверждают (без ссылок), что существуют пять конфигураций, имеющих восемь точек и восемь плоскостей с четырьмя точками на каждой плоскости и с четырьмя плоскостями, проходящими через каждую точку, которые можно реализовать в трёхмерном евклидовом пространстве — такие конфигурации имеют обозначение {\displaystyle 8_{4}}.
Информацию об этих конфигурациях можно получить из статьи Штайница (Steinitz 1910).
В статье, опираясь на результаты Мафа (Muth 1892), Бауэра (Bauer 1897) и Мартинетти (Martinetti 1897), на самом деле утверждается, что имеется пять {\displaystyle 8_{4}} конфигураций со свойствами, что максимум две плоскости имеют две общие точки и двойственное свойство, что максимум две точки принадлежат двум плоскостям. (Это условие означает, что любые три точки не лежат на одной прямой и двойственные три плоскости не пересекаются по одной прямой.)
Однако существует десять других {\displaystyle 8_{4}} конфигураций, для которых это условие не выполняется, и все пятнадцать конфигураций можно реализовать в трёхмерном пространстве. Интересны конфигурации, в которых участвуют два тетраэдра, каждый вписанный и описанный друг в друга, и это как раз те конфигурации, которые удовлетворяют вышеописанному свойству. Таким образом, существует пять конфигураций с тетраэдрами, и они соответствуют пяти классам сопряжённости симметрической группы {\displaystyle S_{4}}.
Можно получить перестановки четырёх вершин одного тетраэдра S = ABCD в себя следующим образом: каждая вершина P тетраэдра S лежит на плоскости, содержащей три вершины другого тетраэдра T. Оставшаяся точка тетраэдра T лежит на плоскости, содержащей три точки тетраэдра S, и точка Q тетраэдра S лежит вне этой плоскости. Получаем отображение P → Q. Пять классов сопряжённости перестановок {\displaystyle S_{4}} — это e, (12)(34), (12), (123), (1234) и, из этих пяти классов, конфигурация Мёбиуса соответствует классу сопряжённости e. Его обозначают Ke.
Штайниц утверждает, что если два тетраэдра Ke — это {\displaystyle A_{0},B_{0},C_{0},D_{0}} и {\displaystyle A_{1},B_{1},C_{1},D_{1}}, то восемь плоскостей {\displaystyle A_{i},B_{j},C_{k},D_{l}} этих тетраэдров задаются индексами с нечётной суммой {\displaystyle i+j+k+l}.
Штайниц также утверждает, что только одна {\displaystyle 8_{4}} конфигурация Мёбиуса соответствует геометрической теореме. Однако этот факт оспаривает Глин (Glynn 2010) — он показал, используя компьютерный поиск, что существует в точности две {\displaystyle 8_{4}}, одна соответствует конфигурации Мёбиуса, для второй конфигурации (соответствующей классу сопряжённости (12)(34) выше) теорема также выполняется для всех трёхмерных проективных пространств над полем, но не над общими телами. Имеются другие сходства между этими двумя конфигурациями, включая факт, что они самодвойственны в смысле двойственности матроидов. В абстрактных терминах, вторая конфигурация имеет «точки» 0,…,7 и «плоскости» 0125+i, (i = 0,…,7), где целые берутся по модулю восемь. Эту конфигурацию, как и конфигурацию Мёбиуса, можно представить как два тетраэдра, взаимно вписанных и описанных — в представлении в виде целых тетраэдры могут быть 0347 и 1256. Однако эти две {\displaystyle 8_{4}} конфигурации не изоморфны, поскольку конфигурация Мёбиуса имеет четыре пары плоскостей, не содержащие общих точек конфигурации, в то время как вторая конфигурация таких плоскостей не имеет.
Граф Леви конфигурации Мёбиуса имеет 16 вершин, по одной для каждой точки и плоскости, а рёбра соответствуют инцидентности вершин и плоскостей (пара — плоскость и лежащая на ней вершина). Граф изометричен графу гиперкуба с 16 вершинами Q4. Близкая конфигурация Мёбиуса — Кантора, образованная двумя взаимно вписанными четырёхугольниками, имеет граф Мёбиуса–Кантора, подграф графа Q4, в качестве графа Леви.